# Каратерецький сільський округ (Уаліхановський район)
Каратере́цький сільський округ (каз. Қаратерек ауылдық округі, рос. Каратерекский сельский округ) — адміністративна одиниця у складі Уаліхановського району Північноказахстанської області Казахстану. Адміністративний центр — село Каратерек.
Населення — 187 осіб (2021; 649 у 2009, 1213 у 1999, 1907 у 1989).
Станом на 1989 рік існувала Херсонська сільська рада (села Байтак, Курлеут, Малкара, Херсонське). До 2000 року округ називався Херсонським. Село Курлеуїт (до 2009 року Курлеут) було ліквідоване 2010 року, село Малкара — 2024 року.

## Склад
До складу округу входять такі населені пункти:
| Населений пункт | Старі назви | Населення, осіб (1989) | Населення, осіб (1999) | Населення, осіб (2009) | Населення, осіб (2021) |
| --------------- | ----------- | ---------------------- | ---------------------- | ---------------------- | ---------------------- |
| Байтак, село    | -           | 62                     | -                      | -                      | -                      |
| Каратерек, село | Херсонське  | 1346                   | 853                    | 497                    | 181                    |
| Курлеуїт, село  | Курлеут     | 128                    | 83                     | 25                     | -                      |
| Малкара, село   | -           | 371                    | 277                    | 127                    | 6                      |